# Fleetwood Mac
Fleetwood Mac (укр. Флітвуд Мек) — британсько-американський рок-гурт, заснований у 1967 році. Загалом у світі продано понад 120 мільйонів копій їхніх альбомів, що робить гурт одним із найбільш успішних колективів в історії. У 1998 році деякі члени гурту були внесені до Зали слави рок-н-роллу та отримали Brit Awards за «видатний внесок у розвиток музики».
Fleetwood Mac було засновано гітаристом Пітером Гріном, ударником Міком Флітвудом та гітаристом Джеремі Спенсером. Басист Джон Мак-Ві невдовзі приєднався до гурту перед записом дебютного однойменного альбому, а гітарист Денні Кірван — у 1968 році. Крістін Мак-Ві на початку співпрацювала із гуртом як сесійна музикантка, проте після одруження із Мак-Ві стала постійним членом колективу у 1970 році. У цей час гурт виконував пісні у стилі блюз, очоливши британський чарт із піснею «Albatross», і випустивши декілька інших хітів (таких як «Oh Well» та «Man of the World»). Усі три гітаристи залишили гурт на початку 1970-х років, а їхні місця зайняли гітаристи Боб Велч і Боб Вестон та вокаліст Дейв Вокер. До 1974 року усі троє або залишили гурт, або їм довелось піти, залишивши таким чином гурт без вокаліста або гітариста.
Наприкінці 1974 року Мік Флітвуд, перебуваючи в пошуках студії для запису у Лос-Анджелесі, познайомився із Ліндсі Бекінгемом та Стіві Нікс. Невдовзі Fleetwood Mac запросили Бекінгема приєднатись до гурту гітаристом, на що той відповів, що погодиться лише за умови, що і Нікс стане частиною колективу. Нові музиканти додали гурту більше поп-рокового звучання, а їхній однойменний альбом 1975 року очолив хіт-парад у США.
Rumours (другий альбом гурту із Бекінгемом та Нікс та одинадцятий загалом) містив чотири сингли, які увійшли у топ 10 у США, а сама платівка залишалась на вершині американського чарту протягом 31 тижня. Окрім того, альбом очолив хіт-паради у багатьох країнах світу та отримав «Греммі» в номінації «альбом року», а загальний тираж перевищив 40 мільйонів копій.
У такому ж складі гурт випустив ще три студійні альбоми, проте в кінці 1980-х почав змінюватись. Бекінгем та Нікс залишили гурт, а їхні наступники не затримувались надовго. У 1993 році на першій інавгурації Білла Клінтон відбувся єдиний за шість років виступ гурту у колишньому складі (Флітвуд, Джон та Крістін Мак-Ві, Нікс та Бекінгем). Повноцінне возз'єднання колективу відбулось через чотири роки, після чого гурт випустив альбом The Dance, який очолив хіт-парад США. Крістін Мак-Ві покинула гурт у 1998 році, при цьому залишившись працювати як сесійний музикант. Після цього склад гурту тривалий час залишався незмінним, і у 2003 році світ побачила остання на цей час платівка Say You Will. Крістін Мак-Ві повернулась до гурту у 2014 році, а у 2018 році гурт покинув Бекінгем (на місце якого прийшов Майк Кемпбелл).

## Дискографія
Студійні альбоми:
| - Fleetwood Mac (1968) - Mr. Wonderful (1968) - English Rose (1969) - Then Play On (1969) - Kiln House (1970) - Future Games (1971) - Bare Trees (1972) - Penguin (1973) - Mystery to Me (1973) | - Heroes Are Hard to Find (1974) - Fleetwood Mac (1975) - Rumours (1977) - Tusk (1979) - Mirage (1982) - Tango in the Night (1987) - Behind the Mask (1990) - Time (1995) - Say You Will (2003) |